# Emesis progne
Emesis progne är en fjärilsart som beskrevs av Frederick DuCane Godman 1903. Emesis progne ingår i släktet Emesis och familjen Riodinidae. Inga underarter finns listade i Catalogue of Life.